# Neil Wallace
Neil Wallace (* 1939 in New York City) ist ein US-amerikanischer Wirtschaftswissenschaftler und Hochschullehrer. Sein Spezialgebiet ist die Geldtheorie.

## Werdegang, Forschung und Lehre
Wallace studierte zunächst an der Columbia University, ehe er nach seinem Bachelor-of-Arts-Abschluss an die University of Chicago wechselte. 1964 graduierte er hier als Ph.D. und folgte im Anschluss einem Ruf als Assistant Professor an die Wirtschaftsfakultät der University of Minnesota. 1969 zum Associate Professor aufgestiegen, berief ihn die Hochschule 1974 zum ordentlichen Professor. Nach zwanzigjähriger Tätigkeit im Minnesota wechselte er an die University of Miami, die er nach drei Jahren in Richtung Pennsylvania State University verließ.
Neben Thomas Sargent und Robert E. Lucas gilt Wallace als einer der bedeutendsten Vertreter der Neuen Klassischen Makroökonomik, deren Geldtheorie sich insbesondere durch den Einbezug der Theorie der rationalen Erwartung auszeichnet und damit einhergehend realwirtschaftliche Effekte der Geldpolitik als minimal, d. h. beschränkt auf durch überraschend expansive oder restriktive Maßnahmen ausgelöst, ansieht.
2005 wurde er in die American Academy of Arts and Sciences gewählt. Die Keiō-Universität verlieh ihm 2017 die Ehrendoktorwürde.